# Aureliana wettsteiniana
Aureliana wettsteiniana là loài thực vật có hoa trong họ Cà. Loài này được (Witasek) Hunz. & Barboza mô tả khoa học đầu tiên năm 1990 publ. 1991.